# 内藤正彦
内藤 正彦（ないとう まさひこ）は、テレビ朝日の記者。東京都出身。
中東地域・イスラム問題が専門。カイロ支局、ロンドン支局、外報部長、ニュースセンター長を経て現在取締役報道局長。

## 来歴・人物
埼玉県立松山高等学校卒、慶應義塾大学文学部史学科卒。若い頃から中東記者として危険地帯の取材を続ける。

## 出演番組

### テレビ
- 報道ステーション - コメンテーターの後藤謙次の不在時等に出演。
- スーパーJチャンネル
- サタデーステーション - 隔週出演。

## 著書
- 『ジャーナリストはなぜ「戦場」へ行くのか』集英社新書（共著）

等